# Mayor que yo
«Mayor Que Yo» es un sencillo del álbum Mas Flow 2 de los productores Luny Tunes. El sencillo es interpretado por Baby Ranks, Tonny Tun-Tun, Wisin & Yandel, Daddy Yankee y Héctor El Father, y fue producido por Luny Tunes. La canción alcanzó el número 1 en la lista Tropical Airplay Latino, # 3 en el Hot Latin Tracks y # 11 en la lista de Latin Pop Airplay.

## Otras versiones

### Diferentes versiones
- Mayor Que Yo (Blended Mix 1) - un ritmo ligeramente diferente con Don Omar y coro de Zion
- Mayor Que Yo (Blended Mix 2) - igual que la primera mezcla, pero con un ritmo diferente
- Mayor Que Yo (Remix) - casi idéntica a la versión promo, pero mezclado con la mezcla combinada
- Mayor Que Yo (versión Video) - la versión utilizada en el video
- Mayor Que Yo (Mas Flow 2.5 Versión) - remasterizada versión del original

### Versión Clean
- Mayor Que Yo (versión limpia) - aparece en el video musical, los versos de El Father cortó debido a letras explícitas

### Remezclas
- Mayor Que Yo (Aventura Remix) - letras agregadas por Romeo Santos, R & B -  Bachata grupo Aventura y Baby Ranks
- Mayor Que Yo (Pina Records Remix) - nuevos versos cantados por Baby Ranks, RKM & Ken-Y, La India, Nicky Jam y Carlitos Way
- Mayor Que Yo (Mas Flow Remix) - nuevas letras cantadas por Baby Ranks, Don Omar, Alexis & Fido y Zion
- Mayor Que Yo (Mas Flow 2 Remix Promo) - un nuevo coro se cantó por Zion con la nueva promoción decisivo en el fondo
- Mayor Que Yo (Virus y Shorty Remix) - por Power98FM, letras agregadas por Virus y Shorty reemplazando el verso cantado por Héctor "El Father"
- Mayor Que Yo (DJ Evolución Dembow Batir Remix) - es la canción original con un ritmo dembow nuevo sobre ella
- Mayor Que Yo (DJ Koby Remix) - toda nueva versión cantada por varios artistas
- Mayor Que Yo (Ñengo Flow Remix) - nuevos versos toda cantada por Ñengo Flow
- Mayor Que Yo (Remix Extended) - una mezcla de la original de Mayor Que Yo, el Mas Flow Remix, y el DJ Koby Remix
- Mayor Que Yo (Michael Stuart Remix) - todos los nuevos letra de Michael Stuart
- Mayor Qué Yo 3 - toda nueva canción cantada por varios artistas. Los productores de esta versión fueron Luny Tunes junto al dúo Musicólogo & Menes.

### Secuelas
- Mayor Que Yo "Parte 2" - secuela a la original; presentado en Wisin & Yandel 's' 'Pa'l Mundo' '
- Mayor Que Yo "Parte 2" (Remix) - el remix de la secuela a la original; cantada por Wisin & Yandel, Franco El Gorila, y Tony Dize; aparecido en  Pa'l Mundo: Deluxe Edition
- Noche de Entierro (Nuestro Amor) - también considerado una secuela de "Mayor Que Yo"; cantada por Daddy Yankee, Héctor "El Father", Wisin & Yandel, Zion, y Tonny Tun-Tun
- Menor Que Yo - considerada la "respuesta" a la canción; cantada por Ivy Queen, que figuran en la edición platino de Sentmiento
- Mayor Que Yo 3 - secuela a la original; presentado en el próximo álbum Mas Flow 3, cantada por Don Omar, Wisin & Yandel y Daddy Yankee.
- Mayor Que Yo 3 (Parte 2) - Remix de la tercera parte, cantada por Don Omar, Wisin & Yandel, Prince Royce y Nicky Jam.
- Mayor Que Yo (New Generation Remix) - secuela a la original; presentado en la versión "New Generation"; cantada por Farruko, Ozuna, Arcángel y Alexio. Producido por DJ Luian.
- Mayor Que Usted - nueva version de la original Mayor que yo; cantados por Natti Natasha, Daddy Yankee y Wisin & Yandel

## Curiosidades
La canción fue escrita por Baby Ranks junto a Tunes (Uno del duo Luny Tunes).
El coro principal de esta canción fue ofrecido a Don Omar y este grabó su verso pero debido a problemas entre productores, especialmente Luny y DJ-Eliel, el artista sale en defensa de su productor y decidió cancelar su participación. "Luny Tunes" estaban buscando la figura que sustituyera a Don Omar, y la habían encontrado. Don Omar fue reemplazado por Tonny Tun Tun que había terminado por grabar el coro principal y por Daddy Yankee para que grabe su verso.